# 碧血剣 (2007年のテレビドラマ)
『碧血剣』（へきけつけん、簡体字: 碧血剑、拼音: Bìxuèjiàn）は、金庸の武俠小説『碧血剣』を原作とし、華夏視聴環球伝媒有限公司と江蘇省広播電視総台（江蘇省ラジオ・テレビ総局）が2007年に制作・放映したテレビドラマ。全30話（中国のDVD版は35話）。

## 概要
『神鵰侠侶』のスタッフが引き続き製作。今回はCGを極力抑えた演出を心がけた。また、世界遺産・武夷山などで撮影を実施し、壮麗な映像美を実現した。
主役の袁承志を演じたのは台湾の新鋭俳優・ボビー・ドウ（竇智孔）、ヒロイン夏青青は『カンフーハッスル』で映画デビューしたホァン・シェンイー（黄聖衣）。その他『射鵰英雄伝』のバー・イン（巴音）や『神鵰侠侶』のユー・チェンフイ（于承恵）などが脇を固めた。
スタッフは名物プロデューサー・ジャン・ジージョン（張紀中）を筆頭に、監督兼アクション監督のチャオ・ジェン（趙箭）、撮影のイェ・ジーウェイ（葉志偉）など金庸ドラマお馴染みの敏腕が再集結。また、『双旗鎮刀客』（1991年）で「金鶏賞」（中国のアカデミー賞）最優秀美術賞を受賞したチェン・ユンシュアン（銭運選）が総美術を務めた。

## キャスト
後記は吹替声優
- 袁承志 - ボビー・ドウ（竇智孔）／川田紳司
- 夏青青 - ホァン・シェンイー（黄聖依）／山田里奈
- 阿九 - スン・フェイフェイ（孫菲菲）／内川藍維
- 何鉄手 - スザンヌ・シャオ（蕭淑慎）／若原美紀
- 安小慧 - マー・スー（馬蘇）／明石香織
- 何紅薬 - グオ・ジン（郭金）／加納千秋
- 崇禎帝 - ガオ・フー（高虎）／小松史法
- 安剣清 - チャオ・イー（趙毅）／星野貴紀
- 玉真子 - リウ・ナイイー（劉乃芸）／斉藤次郎
- 金蛇郎君＝夏雪宜 - ジャオ・エンジュン（焦恩俊）／家中宏
- 温儀 - ホー・チン（何晴）／泉裕子
- 李岩 - チェン・ホウフォン（程皓楓）／東城光志
- 程青竹 - ヤン・ニェンセン（楊念生）／浦山迅
- 沙天広 - リウ・ピジョン（劉丕中）／西嶋陽一
- 洪勝海 - ジョウ・シャオビン（周暁濱）／小松史法
- 胡桂南 - リー・ミン（李明）／東城光志
- 穆人清 - ユー・チェンフイ（于承恵）／浦山迅
- 木桑道士 - ジー・チーリン（姫麒麟）／魚建
- 温方達 - ウー・マ（午馬）／辻親八
- 温方悟 - チャン・ヘンピン（張衡平）／斉藤次郎
- 焦宛児 - ウー・ティン（呉婷）／北西純子
- 闖王＝李自成 - ワン・ウェイグォ（王衛国）／彩乃木崇之
- ドルゴン  - バー・イン（巴音）／木村雅史
- 安大娘 - ワン・ルーヤオ（王璐瑶）／外村晶子
- 崔希敏 - ティエン・ヅォン（田重）／丸山壮史
- 帰辛樹 - ワン・ガン（王剛）／飯島肇
- 帰二娘 - ホー・スーロン（何思融）／泉裕子
- 梅剣和 - ジャン・ヤークン（張亞坤）／丸山壮史
- 孫仲君 - ハン・シャオ（韓暁）／浅野まゆみ
- 孫仲寿 - スー・マオ（蘇茂）／丸山壮史
- 温正 - チェン・カイ（陳凱）／ふくまつ進紗
- 洞玄 - スン・ウェイ（孫偉）／彩乃木崇之
- 劉芳亮 - ヤン・ヤン（楊洋）／三戸貴史
- 紅娘子 - シュウ・バイホイ（徐百恵）／加納千秋

## スタッフ
- 原作：金庸『碧血剣』
- エグゼクティブ・プロデューサー：ジャン・ジージョン（張紀中）
- 監督：ホァン・ズゥチュエン（黄祖権）、チャオ・ジェン（趙箭）、リー・ハンタオ（李翰韜）
- 製作：ジョウ・リー（周莉）、プー・スーリン（蒲樹林）
- 製作管理：シャオ・チュン（暁春）、シャオ・チュエン（肖泉）、リウ・ルイチー（劉瑞旗）、ファン・シンチャオ（範興超）
- 撮影：イェ・ジーウェイ（葉志偉）、シャオ・ジンホイ（邵警輝）、ズォ・ジー（佐治）
- 制作主任：ソン・ヤーピン（宋亞平）
- 管理：ジャン・シンミン（張新民）、シィ・ウェイピン（石衛平）、ジャン・アンチャン（章安強）、シェン・ペイフォン（沈培峰）、チャオ・ガー（喬格）
- 脚本：ラン・シュエフォン（朗雪楓）、リー・ビンホア（李斌華）、ジュウ・カーシン（朱可欣）
- 総美術：チェン・ユンシュアン（銭運選）、ガオ・グォリアン（高国良）
- 美術：ワン・ジェンシン（王振興）、チャオ・ショウミン（喬守銘）、チェン・ジーチュエン（陳智権）、バイ・リィホイ（白日輝）
- 編集：ジャン・ジン（張津）
- 衣装：ボー・レイ（柏磊）、ジー・ウェイ（紀薇）
- 武術指導：スン・モンフェイ（孫夢飛）、ツァオ・ホア（曹華）、ウー・ウェングァン（武文光）
- オープニング曲：ハン・レイ（韓磊）『好男児』
- エンディング曲：スン・ナン（孫楠）『和你在一起』

## 日本での放映
2008年5月からチャンネルNECOで放送

## 日本語版ソフト
2008年1月にDVDがMAXAMより発売